# Jagapura Kulon
Jagapura Kulon is een bestuurslaag in het regentschap Cirebon van de provincie West-Java, Indonesië. Jagapura Kulon telt 7644 inwoners (volkstelling 2010).